# Гурівська сільська територіальна громада
Гурівська сільська територіальна громада — територіальна громада в Україні, у Кропивницькому районі Кіровоградської області. Адміністративний центр — село Гурівка.
Площа громади — 497,04 км², населення — 5860 осіб (2019).
Утворена 12 червня 2020 року шляхом об'єднання Братолюбівської, Боківської, Варварівської, Василівської, Гурівської, Іванівської та Пишненської сільських рад Долинського району.

## Населені пункти
У складі громади 16 сіл:
- с. Благодатне
- с. Бокове
- с. Братолюбівка
- с. Варварівка
- с. Василівка
- с. Веселі Боковеньки
- с. Ганнівка
- с. Гурівка
- с. Дубровине
- с. Зелений Гай
- с. Іванівка
- с. Нагірне
- с. Никифорівка
- с. Пишне
- с. Ситаєве
- с. Червоне